# Импульсно-доплеровский радар
Импульсно-доплеровский радар — это радиолокационная система, в которой определение дальности до цели выполняется путем измерения времени задержки отраженного от неё зондирующего сигнала, а определение скорости цели — по сдвигу частоты отраженного сигнала, возникающему вследствие эффекта Доплера. Такой радиолокатор сочетает в себе функции импульсных радаров и радаров с непрерывным излучением, которые ранее были разделены из-за сложности совместной реализации на существовавшей тогда элементной базе.

## История

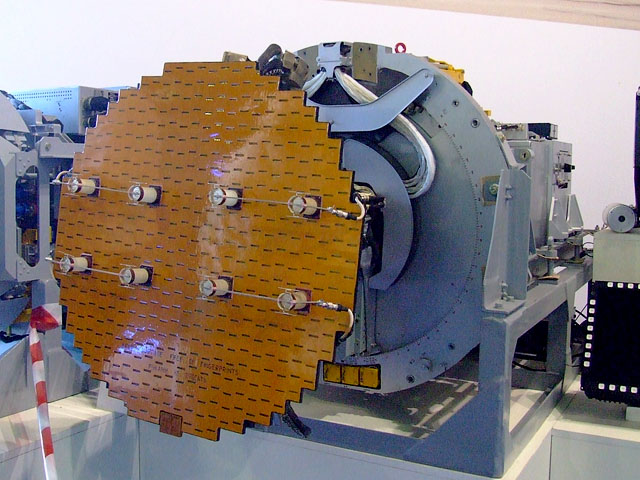
Антенна бортового импульсно-доплеровского радара

Первый действующий импульсный доплеровский радар был использован в американской сверхзвуковой ракете большой дальности CIM-10 Bomarc, имеющей прямоточные реактивные двигатели и оснащенной ядерным оружием W40 для уничтожения целых соединений атакующих самолётов противника. Импульсно-доплеровские системы впервые широко использовались на истребителях, начиная с 1960-х годов. В более ранних радарах использовали метод измерения времени задержки отраженных импульсов для определения дальности цели и угла поворота антенны (или аналогичных средств) для определения направления на цель. Однако такой метод работал только тогда, когда антенна радара не была направлена вниз; в этом случае отражение от земли подавляло любые отражения от других объектов. Поскольку при движении самолёта земля движется с той же скоростью, что и самолёт, но в противоположном направлении, методы, основанные на использовании эффекта Допплера, позволяют отфильтровать отраженные от земли сигналы, обеспечивая обнаружение сигналов, отраженных от целей. Это дает возможность импульсно-доплеровским радарам использовать метод «смотреть вниз и сбивать». Вторичным преимуществом военной РЛС является снижение уровня излучаемой мощности при одновременном достижении приемлемых характеристик для повышения скрытности радара.
Импульсно-доплеровские методы также находят широкое применение в метеорологических радарах, позволяя радару определять скорость ветра по скорости движения любых осадков в воздухе. Импульсно-доплеровский метод радиолокации также применяется в радарах с синтезированной апертурой, используемых в радиоастрономии, дистанционном зондировании Земли и картографировании. При решении задач управления воздушным движением этот метод применяется для выделения сигналов от самолётов на фоне пассивных помех. Помимо вышеперечисленных традиционных приложений радиолокационного наблюдения, импульсно-доплеровский метод радиолокации успешно применяется в здравоохранении, например, для оценки риска падения и обнаружения падения, в медицинских или клинических целях.

## Принцип работы импульсного радара

К пояснению принципа функционирования импульсно-допплеровского радиолокатора

### Измерение дальности

К пояснению принципа работы импульсного радара

Импульсно-доплеровские системы измеряют дальность до объекта путем измерения времени, прошедшего между моментом излучения импульса энергии (зондирующего сигнала) и моментом приема импульса, отраженного от объекта. Радиоволны распространяются прямолинейно с известной постоянной скоростью — скоростью света, поэтому расстояние до объекта определяется путем измерения времени распространения сигнала от антенны радара до объекта и обратно, умножения его на значение скорости света и деления полученного результата на два (чем учитывается распространение сигнала туда и обратно).

### Измерение скорости, длины волны, вызванное движением источника

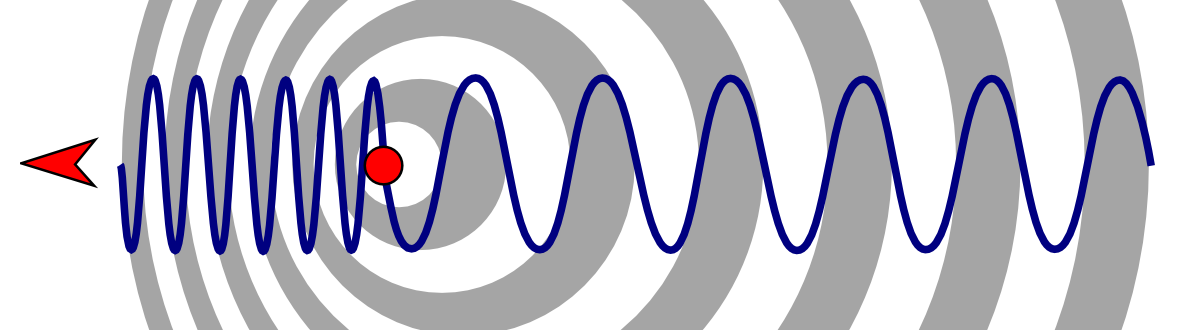
Изменение длины волны при движении источника излучения

Функционирование импульсно-доплеровского радара основано на эффекте Доплера, который заключается в том, что движение цели вызывает сдвиг частоты отраженного от неё сигнала. Радиальная скорость имеет важное значение для работы импульсно-доплеровского радара. Когда цель перемещается в промежутке между каждым зондирующим импульсом, отраженные сигналы получают разность фаз, или сдвиг фазы, от импульса к импульсу. Это приводит к тому, что цель производит доплеровскую модуляцию отражённого сигнала.
{\displaystyle {\text{доплеровская частота}}={\frac {2\times {\text{частота передачи}}\times {\text{радиальная скорость}}}{C}}.}
В импульсно-доплеровские радарах этот эффект используется для улучшения функциональных характеристик. Амплитуда в последовательности отраженных импульсов от одного и того же сканируемого объёма равна
{\displaystyle I=I_{0}\sin \left({\frac {4\pi (x_{0}+v\Delta t)}{\lambda }}\right)=I_{0}\sin(\Theta _{0}+\Delta \Theta ),}
где
x0 — расстояние от радара до цели,
λ — длина волны радара,
v — скорость,
Δ t — время между двумя импульсами,
Θ — фаза волны импульсного сигнала
Таким образом вычисляем:
{\displaystyle \Delta \Theta ={\frac {4\pi v\Delta t}{\lambda }}.}
где Δ Θ — фазовый сдвиг, вызванный изменением дальности цели. Откуда можно найти скорость
{\displaystyle v={\text{скорость цели}}={\frac {\lambda \Delta \Theta }{4\pi \Delta t}},}
Это позволяет радару разделять отражённые сигналы от нескольких объектов, расположенных в одном и том же объёме пространства, разделяя их на основе различий спектральных характеристик.

### Преимущества
Скорость отклонения выбирается в импульсно-доплеровских системах для обнаружения самолётов, поэтому ничего ниже этой скорости не будет обнаружено. Луч антенны в один градус освещает миллионы квадратных метров местности на расстоянии 16 км, и это приводит к тысячам обнаружений на горизонте или ниже, если не используется доплеровский режим. Импульсно-доплеровский радар использует определённые заданные критерии обработки сигналов для исключения нежелательных сигналов от медленно движущихся объектов. Это также известно как отказ от помех. Скорость отбрасывания обычно устанавливается чуть выше преобладающей скорости ветра (от 15 до 150 км/час). Этот порог скорости для метеорологического радара устанавливается намного ниже. Доплеровская частота × скорость свет в квадрате, делённая на удвоенную частоту передачи должны быть больше порога скорости.
{\displaystyle \left\vert {\frac {{\text{доплеровская частота}}\times C}{2\times {\text{частота передачи}}}}\right\vert >{\text{порог скорости}}.}
В бортовом импульсно-доплеровском радаре порог скорости смещается на скорость самолёта относительно земли с учётом смещения (cos Θ).
{\displaystyle \left\vert {\frac {{\text{доплеровская частота}}\times C}{2\times {\text{частота передачи}}}}-{\text{скорость земли}}\times \cos \Theta \right\vert >{\text{порог скорости}},}
где Θ — угловое смещение между положением антенны и траекторией полёта самолёта. Отражения от поверхности появляются почти во всех радарах. Наземные помехи обычно появляются в круговой области в радиусе около 40 км вблизи наземных радаров. Это расстояние простирается гораздо дальше в бортовой и космической радиолокации.
Помехи возникают из-за того, что радиолуч отражается от поверхности земли, зданий и растительности. Помехи реагируют даже на погоду в радаре, предназначенном для обнаружения и сообщения о самолётах и космических кораблях. Помехи создают область уязвимости в радаре во временной области амплитуды импульсов. Недоплеровские радиолокационные системы не могут быть направлены непосредственно на землю из-за чрезмерного количества ложных тревог, которые перегружают компьютеры и операторов. Чувствительность должна быть снижена вблизи помех, чтобы избежать перегрузки. Эта уязвимость начинается в области низких высот на несколько величин ширины луча над горизонтом, и распространяется вниз. Это также существует во всем объёме движущегося воздуха, связанного с погодным явлением. Импульсно-доплеровский радар корректирует это следующим образом:
* направляет антенну радара непосредственно на землю, не перегружая компьютер и не снижая чувствительность.
* заполняет область уязвимости, связанную с радаром во временной области по амплитуде импульсов для обнаружения небольших объектов вблизи местности и погоды.
* увеличивает дальность обнаружения на 300 % или более по сравнению с индикацией движущейся цели (MTI) за счет улучшения видимости под помехами.
Возможность подавления помех около 60 дБ необходима для возможности поиска/сбивания, и импульсный доплер является единственной стратегией, которая
может удовлетворить это требование. Это устраняет уязвимости, связанные окружающей средой на малых высотах и за горизонтом. Сжатие импульсов и индикатор движущейся цели (MTI) обеспечивают видимость суб-помех до 25 дБ. Луч антенны MTI направлен выше горизонта, чтобы избежать чрезмерной частоты ложных тревог, что делает системы уязвимыми. Самолёты и некоторые ракеты используют эту слабость, используя технику, называемую полётом ниже радара, чтобы избежать обнаружения (Nap-of-the-earth). Эта техника полета неэффективна против импульсно-доплеровского радара.
Импульсный доплер обеспечивает преимущество при попытке обнаружения ракет и самолётов с низкой видимостью, летящих низко, морской поверхности и погоды. Звуковой доплер и размер цели поддерживают пассивную классификацию типа транспортного средства, когда идентификация свой/чужой недоступна по сигналу транспондера. Средняя частота следования импульсов (PRF) — отражённых микроволновых сигналов, составляет от 1500 до 15000 циклов в секунду (Герц), что является слышимым диапазоном. Это означает, что вертолёт звучит как вертолёт, реактивный самолёт звучит как реактивный самолёт, а винтовые самолёты звучат как пропеллеры. Самолёты даже без движущихся частей издают звук, и даже фактический размер цели можно рассчитать с помощью звукового сигнала.

### Недостатки
Максимальный диапазон от отражательной способности (красный) до однозначного диапазона доплеровской скорости (синий) с фиксированной частотой повторения импульсов. Обработка неоднозначности требуется, когда целевой диапазон находится выше красной линии на графике, что увеличивает время сканирования.
Время сканирования является критическим фактором для некоторых систем, поскольку транспортные средства, движущиеся со скоростью звука или выше, могут преодолевать 1,6 км каждые несколько секунд, такие как Exocet, Harpoon, Х-22, и ракеты класса «воздух-воздух».
Максимальное время для сканирования всего объёма неба должно составлять порядка десятка секунд или меньше для систем, работающих в этой среде. Сам по себе импульсный доплеровский радар может работать слишком медленно, чтобы покрыть весь объём пространства над горизонтом, если не используется веерный луч. Этот подход используется с радаром наблюдения за воздушным пространством очень большого радиуса действия AN / SPS 49 (V) 5, который жертвует измерением высоты ради увеличения скорости.
Движение антенны импульсного доплера должно быть достаточно медленным, чтобы все отражённые сигналы от как минимум 3 различных PRF могли быть обработаны до максимально ожидаемого диапазона обнаружения. Это известно как время пребывания. Движение антенны для импульсного доплера должно быть таким же медленным, как у радара, использующего MTI. Поисковый радар, включающий импульсный доплеровский режим, обычно является двухрежимным, поскольку наилучшие общие характеристики достигаются, когда импульсный доплеровский режим используется для областей с высокой частотой ложных тревог (горизонт или ниже и погода), в то время как обычный радар будет сканировать быстрее в свободном пространстве, где ложные частота тревог низкая (над горизонтом при чистом небе).
Тип антенны является важным фактором для мультирежимного радара, поскольку нежелательный фазовый сдвиг, вносимый антенной радара, может ухудшить измерения производительности для видимости суб-помех.

## Обработка сигналов
Улучшение обработки сигналов с помощью импульсного доплера позволяет обнаруживать небольшие высокоскоростные объекты в непосредственной близости от больших медленно движущихся отражателей. Для этого передатчик должен быть когерентным и давать низкий фазовый шум в течение интервала обнаружения, и приёмник должен иметь большой одномоментный динамический диапазон.
* Подробное объяснение обработки импульсно-доплеровского сигнала
Обработка импульсно-доплеровского сигнала также включает разрешение неоднозначности для определения истинного диапазона и скорости.
* Подробное объяснение разрешения неоднозначности
Принятые сигналы от множества PRF сравниваются для определения истинного диапазона с использованием процесса разрешения неоднозначности диапазона.
* Подробное объяснение разрешения неоднозначности диапазона
Принятые сигналы также сравниваются с использованием процесса разрешения неоднозначности частоты.
* Подробное объяснение разрешения неоднозначности частоты

### Разрешение диапазона
Разрешение по дальности — это минимальное расстояние между двумя объектами, движущимися с одинаковой скоростью, прежде чем радар сможет обнаружить два дискретных отражения:
{\displaystyle {\text{разрешение диапазона}}={\frac {C}{{\text{PRF}}\times ({\text{число сэмплов между переданными импульсами}})}}.}
В дополнение к этому пределу выборки длительность переданного импульса может означать, что сигналы от двух целей будут приниматься одновременно от разных частей импульса.

### Разрешение по скорости
Разрешение по скорости — это минимальная разница радиальных скоростей между двумя объектами, движущимися на одном и том же расстоянии, прежде чем радар сможет обнаружить два дискретных отражения:
{\displaystyle {\text{разрешение по скорости}}={\frac {C\times {\text{PRF}}}{{\text{частота передачи}}\times {\text{размер фильтра при передаче импульсов}}}}.}

## Детализация
Импульсно-доплеровский радиолокатор имеет ряд требований, которые должны удовлетворять определённым условиям для достиженияприемлемой производительности.

### Частота следования импульсов (PRF)
Импульсный доплер обычно использует среднюю частоту следования импульсов (PRF) примерно от 3 кГц до 30 кГц. Диапазон между передаваемыми импульсами составляет от 5 км до 50 км.
Дальность и скорость не могут быть измерены напрямую с использованием средней частоты повторения импульсов, и требуется разрешение неоднозначности для определения истинного диапазона и скорости. Доплеровские сигналы обычно выше 1 кГц, что является слышимым, поэтому аудиосигналы от систем со средней частотой повторения импульсов можно использовать для классификации пассивных целей.

### Угловое измерение
Радиолокационные системы требуют углового измерения. Транспондеры обычно не связаны с импульсным доплеровским радаром, поэтому для практической работы требуется подавление боковых лепестков. Радиолокационные системы слежения используют угловую погрешность для повышения точности, производя измерения перпендикулярно лучу антенны радара. Угловые измерения усредняются за промежуток времени и комбинируются с радиальным перемещением для получения информации, подходящей для прогнозирования положения цели на короткое время в будущем.
В радаре слежения используются два метода угловой ошибки: моноимпульсное и коническое сканирование.

### Когерентность
Для импульсного доплеровского радара требуется когерентный генератор с очень небольшим шумом. Фазовый шум снижает эффективность видимости суб-помех, создавая видимое движение на неподвижных объектах. Полостной магнетрон и усилитель со скрещенным полем не подходят, потому что шум, создаваемый этими устройствами, влияет на качество обнаружения. Единственными устройствами усиления, подходящими для импульсного доплера, являются: клистрон, лампа бегущей волны, и твердотельные устройства.

### Радарный гребешок
Обработка импульсно-доплеровского сигнала представляет собой явление, называемое гребешком. Название связано с серией провалов, которые выпадают в процессе обнаружения. Скаллопирование для импульсного доплеровского радара включает провалы скорости, создаваемые фильтром подавления помех. Каждый объём пространства необходимо сканировать с использованием 3 или более различных PRF. Схема обнаружения двух PRF будет иметь пробелы в обнаружении с шаблоном дискретных диапазонов, каждый из которых имеет неопределённую скорость.

### Кадрирование
Артефакты затухающих колебаний представляют проблему с поиском, обнаружением и разрешением неоднозначности в импульсном доплеровском радаре. Эффект снижается двумя способами. Во-первых, форма передаваемого импульса регулируется для сглаживания передней и задней кромок, чтобы мощность ВЧ увеличивалась и уменьшалась без резких изменений. Это создает передающий импульс с гладкими концами вместо прямоугольной волны, что уменьшает явление (выше), которое, в противном случае распознаётся как отражение от цели. Во-вторых, форма принимаемого импульса регулируется с помощью функции окна которая сводит к минимуму эффект (выше), который возникает каждый раз, когда на фильтр подаются импульсы. В цифровой системе регулируют фазу и /или амплитуду каждой выборки перед её подачей на быстрое преобразование Фурье. Окно Дольф-Чебышева является наиболее эффективным, поскольку он создаёт плоскую основу для обработки без цикла затухающих колебаний, который в противном случае мог бы вызвать ложные срабатывания.

### Антенна
Импульсный доплеровский радар обычно ограничивается антеннами с механическим наведением и активной фазовой решеткой. Механические радиочастотные компоненты, такие как волновод, могут вызывать доплеровскую модуляцию из-за фазового сдвига, вызванного вибрацией. Это вводит требование выполнять
полный спектр эксплуатационных испытаний с использованием вибростендов, которые могут производить механическую вибрацию большой мощности на всех ожидаемых звуковых частотах. Доплеровский режим не совместим с большинством фазовых антенных решёток с электронным управлением. Это связано с тем, что элементы фазовращателя в антенне не являются взаимными, и фазовый сдвиг необходимо регулировать до и после каждого импульса передачи. Паразитный фазовый сдвиг возникает из-за внезапного импульса фазового сдвига, и установление во время периода приема между передаваемыми импульсами помещает доплеровскую модуляцию в стационарные помехи. Модуляция на приёме портит принцип замера производительности для видимости суб-помех. Требуется время порядка 50 нс для установления фазовращателя. Начало выборки приёмника необходимо задерживать по крайней мере на одну (или более) константу времени установки фазовращателя, на каждые 20 дБ видимости суб-помех.
Большинство антенных фазовращателей, работающих с частотой повторения импульсов выше 1 кГц, вносят паразитный фазовый сдвиг, если не приняты специальные меры, такие как сокращение времени установления фазовращателя до нескольких десятков наносекунд. Ниже приводится максимально допустимое время установления для антенны. модули фазового сдвига.
{\displaystyle T={\frac {1}{e^{\frac {\text{SCV}}{20}}\times S\times {\text{PRF}}}},}
где
Т = время установления фазовращателя,
SCV = видимость суб-помех в дБ,
S = количество выборок диапазона между каждым импульсом передачи,
PRF = максимальная расчётная частота следования импульсов.
Тип антенны и характеристики сканирования выбираются из практических соображений для конкретных мульти-режимных радиолокационных систем.

### Дифракция
Неровные поверхности, такие как волны и деревья, образуют дифракционную решетку, подходящую для искажения микроволновых сигналов. Импульсный доплер может быть настолько чувствительным, что дифракцию гор, зданий или вершин морских волн можно использовать для обнаружения быстро движущихся объектов, которые могут быть заблокированы твёрдыми препятствиями на линии обзора. Это явление с очень большими потерями становится возможным только тогда, когда радар имеет значительную дополнительную видимость суб-помех. Рефракция (преломление) и волноводы используют частоту передачи в L-диапазоне (1-2 Ггц) или ниже, чтобы расширить горизонт, что сильно отличается от дифракции. Рефракция для загоризонтного радара использует переменную плотность в воздушном столбе над поверхностью земли для огибания радиочастотных сигналов. Инверсионный слой может создавать переходные процессы, такие как тропосферный поток, который улавливает радиочастотные сигналы в тонком слое воздуха, как волновод.

### Видимость суб-помех
Видимость суб-помех включает максимальное отношение мощности помех к мощности цели пропорционально динамическому диапазону. Это определяет производительность в плохую погоду и у поверхности земли. Видимость суб-помех — это отношение наименьшего сигнала, который может быть обнаружен в присутствии более сильного сигнала.
{\displaystyle {\text{видимость суб-помех}}={\frac {\text{динамический диапазон}}{\text{CFAR порог обнаружения}}}.}
Небольшое отражение от быстро движущейся цели может быть обнаружено в присутствии более крупных отражений от медленных препятствий, если выполняется следующее:
{\displaystyle {\text{мощность цели}}>{\frac {\text{мощность помех}}{\text{видимость суб-помех}}}.}

### Производительность
Уравнение импульсного доплеровского радара можно использовать для понимания компромиссов между различными конструктивными ограничениями, такими как потребляемая мощность, дальность обнаружения и безопасность при использовании микроволнового излучения. Это очень простой способ моделирования для оценки производительности в идеальной среде. Теоретическая дальность действия следующая.
где
{\displaystyle R=\left({\frac {P_{t}G_{t}A_{r}\sigma FD}{16\pi ^{2}K_{b}TBN}}\right)^{\frac {1}{4}},}
р = расстояние до цели,
пт = мощность передатчика,
Gт = усиление передающей антенны,
Ар = эффективная апертура (площадь) приёмной антенны,
σ = радиолокационный разрез, или коэффициент рассеяния мишени,
F = коэффициент распространения диаграммы направленности антенны,
D = Размер доплеровского фильтра (импульсы передачи в каждом быстром преобразовании Фурье),
Kб = постоянная Больцмана,
Т = абсолютная температура,
B = полоса пропускания приемника (полосовой фильтр),
N = коэффициент шума.
Это уравнение выводится путем объединения уравнения радара с уравнением шума и учётом распределения внутриполосного шума по множеству фильтров обнаружения. Значение D добавляется к стандартному уравнению дальности радара для учёта обработки импульсно-доплеровского сигнала и шумоподавления FM-передатчика. Дальность обнаружения увеличивается пропорционально корню четвёртой степени из числа фильтров для заданного энергопотребления. В качестве альтернативы потребление энергии сокращается на количество фильтров для заданного диапазона обнаружения. Обработка импульсно-доплеровского сигнала интегрирует всю энергию всех отдельных отражённых импульсов, попадающих в фильтр. Это означает, что система обработки импульсно-доплеровского сигнала с 1024 элементами обеспечивает улучшение на 30,103 дБ благодаря типу обработки сигнала, который должен использоваться импульсным доплеровским радаром. Энергия всех отдельных импульсов от объекта складывается в процессе фильтрации.
Обработка сигнала 1024-точечным фильтром улучшает характеристики на 30,103 дБ только при условии совместимости передатчика и антенны. Тогда это соответствует увеличению максимальной дистанции на 562 %. Эти усовершенствования являются причиной того, что импульсный доплер необходим для военных целей и астрономии.

## Использование отслеживания самолётов
Импульсно-доплеровский радар обнаружения самолётов имеет два режима:
- сканирование
- отслеживание

Режим сканирования включает частотную фильтрацию, определение порога амплитуды и разрешение неоднозначности. Если отражение было обнаружено и рассчитано, импульсный доплеровский радар автоматически переходит в режим слежения за объёмом пространства около трека.
Режим трека работает как фазовая автоматическая подстройка частоты, где доплеровская скорость сравнивается с дальностью перемещения при последовательных сканированиях. Захват цели показывает разницу между двумя замерами ниже порогового значения, которое может иметь место только для объекта, удовлетворяющего положениям ньютоновской механики. Другие типы электронных сигналов не могут вызвать захват. Блокировка присутствует и в других типах радаров. Критерии блокировки необходимы для время нормальной работы.
Блокировка устраняет необходимость вмешательства человека, за исключением вертолётов и электронных помех. Погодные явления подчиняются адиабатическим процессам связанным с массой воздушными массами и не подчиняющимся ньютоновской механике, поэтому критерии захвата обычно не используется для метеорологического радара. Обработка импульсно-доплеровского сигнала выборочно исключает отражения с низкой скоростью, чтобы не было обнаружений ниже пороговой скорости. Это устраняет ландшафтные, погодные, биологические и механические заклинивания, за исключением самолётов-ловушек. Целевой доплеровский сигнал от детектора преобразуется из частотной области через область времени в звук для оператора в режиме отслеживания на некоторых радиолокационных системах. Оператор использует этот звук для пассивной классификации целей, например для распознавания вертолётов и электронных помех.

### Вертолеты
Особое внимание необходимо уделить воздушным судам с большими движущимися частями, потому что импульсный доплеровский радар работает как фазовая автоматическая подстройка частоты. Кончики лопастей, движущиеся со скоростью, близкой к скорости звука, производят единственный сигнал, который можно обнаружить, когда вертолет медленно движется вблизи местности и погодного фронта. Вертолёты выглядят как быстро пульсирующие излучатели шума, за исключением чистой окружающей среды, свободной от помех. Звуковой сигнал выдаётся для пассивной идентификации типа находящегося в воздухе объекта. Микроволновый доплеровский сдвиг частоты, вызванный движением рефлектора, попадает в диапазон слышимого звука человеком (20-20 000 Гц), который используется для целевой классификации в дополнение к видам обычных радарных дисплеев и отображаясь как A-диапазон, B-диапазон, C-диапазон и индикатор RHI. Человеческое ухо может уловить разницу лучше, чем электронное оборудование.
Требуется специальный режим, поскольку информация обратной связи по доплеровской скорости должна быть отключена от радиального движения, чтобы система могла переходить от сканирования к треку без захвата. Подобные методы требуются для получения информации о треке для сигналов глушения и помех, которые не могут удовлетворять критериям захвата.

### Мультирежимность
Импульсно-доплеровский радиолокатор должен быть мультирежимным, чтобы отслеживать траектории поворота и пересечения самолёта. Находясь в режиме отслеживания, импульсно-доплеровский радар должен иметь способ изменения доплеровской фильтрации в объёме пространства, окружающего трек, когда радиальная скорость падает ниже минимальной скорости обнаружения. Регулировка доплеровского фильтра должна быть связана с функцией слежения радара для автоматической подстройки скорости доплеровского смещения в объёме пространства вокруг трека. Слежение прекратится без этой функции, потому что в противном случае сигнал цели будет отклонен доплеровским фильтром, когда радиальная скорость приближается к нулю ввиду отсутствия изменения частоты. Мультирежимная работа может также включать непрерывную подсветку волны для полуактивной радиолокационной системы самонаведения.